# Sangen om i morra
Sangen om i morra är ett musikalbum med Halvdan Sivertsen. Albumet utgavs som LP (vinyl) och kassett 1982 av skivbolaget Igloo Records.

## Låtlista
Sida 1
1. "Sangen om i morra" – 4:09
2. "Grønt lys" – 4:04
3. "Solidaritetssang" – 3:05
4. "Videoti'" – 3:39
5. "Go'nattvisa" – 3:57

Sida 2
1. "8000 Bodø" – 3:10
2. "Josefs julevise" – 3:37
3. "Prelaten rock" – 2:20
4. "Visa om lykka" – 3:01
5. "Det gyldne triangel" – 3:10
6. "Til ungdommen" (Nordahl Grieg/Otto Mortensen) – 3:51

- Alla låtar skrivna av Halvdan Sivertsen där inget annat anges.

## Medverkande
Musiker
- Halvdan Sivertsen – sång, gitarr, arrangement
- Terje Nilsen – basgitarr, arrangement
- Henning Sommerro – piano, orgel, synthesizer, dragspel, arrangement, körsång
- Finn Sletten – trummor, percussion, arrangement
- Henning Gravrok – sopransaxofon, tenorsaxofon
- Jan Arild Bøe – elektrisk gitarr, akustisk sologitar (på "Det gyldne triangel")
- Asbjørn Krogtoft – sång, körsång
- Ketil Ege, Reidar Sandstrak – körsång

Produktion
- Ketil Ege – musikproducent
- Halvdan Sivertsen – muskproducent
- Asbjørn Krogtoft – ljudtekniker
- Terje B. Børjesson – foto
- Kyrre Dahl – omslagskonst
- James Martin – omslagsdesign